# Chorthippus
Chorthippus Fieber, 1852 è un genere di insetti ortotteri  della famiglia Acrididae.

## Tassonomia
Il genere comprende le seguenti specie:
- Sottogenere Altichorthippus Jago, 1971
  - Chorthippus aroliumulus Xia & Jin, 1982
  - Chorthippus changtunensis Yin, 1984
  - Chorthippus conicaudatus Xia & Jin, 1982
  - Chorthippus daixianensis Ma, Jia & Li, 1994
  - Chorthippus foveatus Xia & Jin, 1982
  - Chorthippus hebeiensis Li & Jiang, 2011
  - Chorthippus intermedius (Bey-Bienko, 1926)
  - Chorthippus jishishanensis Zheng & Xie, 2000
  - Chorthippus latilifoveatus Xia & Jin, 1982
  - Chorthippus louguanensis Zheng & Tu, 1964
  - Chorthippus neipopennis Xia & Jin, 1982
  - Chorthippus occidentalis Xia & Jin, 1982
  - Chorthippus pilipes Bey-Bienko, 1933
  - Chorthippus qixingtaiensis Yin, Ye & Yin, 2014
  - Chorthippus taishanensis Yin, Ye & Yin, 2010
  - Chorthippus tianshanensis Liu & Fan, 1992
  - Chorthippus tibetanus Uvarov, 1935
  - Chorthippus unicubitus Xia & Jin, 1982
  - Chorthippus uvarovi Bey-Bienko, 1929
  - Chorthippus yanyuanensis Jin & Lin, 1982-1983

- Sottogenere Chorthippus Fieber, 1852
  - Chorthippus abchasicus Ramme, 1939
  - Chorthippus albomarginatus (De Geer, 1773)
  - Chorthippus albonemus Zheng & Tu, 1964
  - Chorthippus almoranus Uvarov, 1942
  - Chorthippus amplilineatus Ma & Guo, 1995
  - Chorthippus brachypterus (Werner, 1932)
  - Chorthippus brevicornis Wang & Zheng, 1994
  - Chorthippus caliginosus Mistshenko, 1951
  - Chorthippus dabanshanensis Chen, Zeng & Bao, 2011
  - Chorthippus dichrous (Eversmann, 1859)
  - Chorthippus dorsatus (Zetterstedt, 1821)
  - Chorthippus ferdinandi Vedenina & Helversen, 2009
  - Chorthippus flavitibias Zheng, Ma & Wang, 1996
  - Chorthippus hammarstroemi (Miram, 1907)
  - Chorthippus hengshanensis Ma, Guo & Zheng, 1995
  - Chorthippus indus Uvarov, 1942
  - Chorthippus ingenitzkyi (Zubovski, 1898)
  - Chorthippus jacobsoni (Ikonnikov, 1911)
  - Chorthippus jilinensis Ren, Zhao & Hao, 2002
  - Chorthippus jucundus (Fischer, 1853)
  - Chorthippus karelini (Uvarov, 1910)
  - Chorthippus labaumei Ramme, 1926
  - Chorthippus lacustris La Greca & Messina, 1975
  - Chorthippus loratus (Fischer von Waldheim, 1846)
  - Chorthippus nigricanivenus Zheng, Ma & Wang, 1996
  - Chorthippus ningwuensis Zheng, Shi & Ma, 1996
  - Chorthippus oschei Helversen, 1986
  - Chorthippus qilianshanensis Zheng & Xie, 2000
  - Chorthippus rufifemurus Zheng, Ma & Wang, 1996
  - Chorthippus smardai Chládek, 2014
  - Chorthippus taiyuanensis Ma, Guo & Zheng, 1995
  - Chorthippus zhengi Ma & Guo, 1995

- Sottogenere Glyptobothrus Chopard, 1951
  - Chorthippus acroleucus (Müller, 1924)
  - Chorthippus aktaci Ünal, 2010
  - Chorthippus alticola Ramme, 1921
  - Chorthippus antecessor Sirin & Çiplak, 2010
  - Chorthippus apicalis (Herrich-Schäffer, 1840)
  - Chorthippus apricarius (Linnaeus, 1758)
  - Chorthippus ariasi (Bolívar, 1908)
  - Chorthippus biguttulus (Linnaeus, 1758)
  - Chorthippus binotatus (Charpentier, 1825)
  - Chorthippus biroi (Kuthy, 1907)
  - Chorthippus bornhalmi Harz, 1971
  - Chorthippus bozdaghi Uvarov, 1934
  - Chorthippus brunneus (Thunberg, 1815)
  - Chorthippus buerjinensis Wang & Zheng, 2010
  - Chorthippus cazurroi (Bolívar, 1898)
  - Chorthippus chloroticus (Bolívar, 1908)
  - Chorthippus cialancensis Nadig, 1986
  - Chorthippus corsicus (Chopard, 1924)
  - Chorthippus crassiceps Ramme, 1926
  - Chorthippus daixianensis Zheng, Shi & Ma, 1996
  - Chorthippus demokidovi (Ramme, 1930)
  - Chorthippus dubius (Zubovski, 1898)
  - Chorthippus eisentrauti (Ramme, 1931)
  - Chorthippus elbursianus Mistshenko, 1951
  - Chorthippus hallasanus (Storozhenko & Paik, 2007)
  - Chorthippus helverseni Mol, Çiplak & Sirin, 2003
  - Chorthippus huchengensis Xia & Jin, 1982
  - Chorthippus ilkazi Uvarov, 1934
  - Chorthippus jacobsi Harz, 1975
  - Chorthippus jutlandica Fogh Nielsen, 2003
  - Chorthippus kazdaghensis Mol & Çiplak, 2005
  - Chorthippus lebanicus Massa & Fontana, 1998
  - Chorthippus macrocerus (Fischer von Waldheim, 1846)
  - Chorthippus maritimus Mistshenko, 1951
  - Chorthippus marocanus Nadig, 1976
  - Chorthippus miramae Ramme, 1939
  - Chorthippus messinai (La Greca, Di Mauro, Viglianisi & Monello, 2000)
  - Chorthippus mollis (Charpentier, 1825)
  - Chorthippus pamiricus (Ramme, 1930)
  - Chorthippus planidentis Xia & Jin, 1982
  - Chorthippus porphyropterus (Voroncovskij, 1928)
  - Chorthippus pulloides Ramme, 1926
  - Chorthippus pullus (Philippi, 1830)
  - Chorthippus rebuntoensis (Ishikawa, 2002)
  - Chorthippus reissingeri Harz, 1972
  - Chorthippus relicticus Sirin, Helversen & Çiplak, 2010
  - Chorthippus rubratibialis Schmidt, 1978
  - Chorthippus sampeyrensis Nadig, 1986
  - Chorthippus sangiorgii (Finot, 1902)
  - Chorthippus saulcyi (Krauss, 1888)
  - Chorthippus taurensis Sirin & Çiplak, 2005
  - Chorthippus trinacriae (La Greca, Di Mauro, Viglianisi & Monello, 2000)
  - Chorthippus vagans (Eversmann, 1848)
  - Chorthippus willemsei Harz, 1971
  - Chorthippus yersini Harz, 1975

- sottogenere incertae sedis
  - Chorthippus alxaensis Zheng, 2000
  - Chorthippus amplimedilocus Zheng & Yang, 1997
  - Chorthippus amplintersitus Liu, 1981
  - Chorthippus angulatus Tarbinsky, 1927
  - Chorthippus antennalis Umnov, 1931
  - Chorthippus apricaroides Zheng & Ren, 2007
  - Chorthippus atridorsus Jia & Liang, 1993
  - Chorthippus badachshani Bey-Bienko, 1963
  - Chorthippus badius Mistshenko, 1951
  - Chorthippus beianensis Zheng & Sun, 2007
  - Chorthippus bellus Zhang & Jin, 1985
  - Chorthippus bilineatus Zhang, 1984
  - Chorthippus brevipterus Yin, 1984
  - Chorthippus bucharicus Bey-Bienko, 1948
  - Chorthippus burripes Zheng & Xin, 1999
  - Chorthippus caporiaccoi Salfi, 1934
  - Chorthippus cavilosus Mistshenko, 1951
  - Chorthippus changbaishanensis Liu, 1987
  - Chorthippus chapini Chang, 1939
  - Chorthippus chayuensis Yin, 1984
  - Chorthippus dahinganlingensis Lian & Zheng, 1987
  - Chorthippus daitongensis Huo, 1994
  - Chorthippus darvazicus Mistshenko, 1951
  - Chorthippus davatchii Descamps, 1967
  - Chorthippus daweishanensis Fu & Zheng, 2000
  - Chorthippus deqinensis Liu, 1984
  - Chorthippus dierli Ingrisch, 1990
  - Chorthippus dirshi Fishelson, 1969
  - Chorthippus ezuoqiensis Ren, Wang & Zhang, 1998
  - Chorthippus fallax (Zubovski, 1900)
  - Chorthippus ferghanensis Umnov, 1931
  - Chorthippus flavabdomenis Liu, 1981
  - Chorthippus flexivenoides Zheng, Zhang, Sun, Li & Xu, 2008
  - Chorthippus gansuensis Zheng, 1999
  - Chorthippus geminus Mistshenko, 1951
  - Chorthippus genheensis Li & Yin, 1987
  - Chorthippus giganteus Mistshenko, 1951
  - Chorthippus gongbuensis Liang & Zheng, 1991
  - Chorthippus gongshanensis Zheng & Mao, 1997
  - Chorthippus grahami Chang, 1937
  - Chorthippus guandishanensis Ma, Zheng & Guo, 2000
  - Chorthippus guansuacris (Cao, Shen & Xie, 1991)
  - Chorthippus haibeiensis Zheng & Chen, 2001
  - Chorthippus halawuensis Zheng, 2000
  - Chorthippus heiheensis Wang, 2007
  - Chorthippus heilongjiangensis Lian & Zheng, 1987
  - Chorthippus helanshanensis Zheng, 1999
  - Chorthippus hemipterus Uvarov, 1926
  - Chorthippus himalayanus Balderson & Yin, 1987
  - Chorthippus hirtus Uvarov, 1927
  - Chorthippus horqinensis Li & Yin, 1987
  - Chorthippus hsiai Zheng & Tu, 1964
  - Chorthippus hyrcanus Bey-Bienko, 1960
  - Chorthippus jachontovi Mistshenko, 1951
  - Chorthippus johnseni Harz, 1982
  - Chorthippus kalunshanensis Wang, 2007
  - Chorthippus kanasensis Wang & Zheng, 2012
  - Chorthippus kangdingensis Zheng & Shi, 2007
  - Chorthippus karatavicus Bey-Bienko, 1936
  - Chorthippus karateghinicus Mistshenko, 1951
  - Chorthippus keshanensis Zhang, Zheng & Ren, 1993
  - Chorthippus ketmenicus Bey-Bienko, 1949
  - Chorthippus kirghizicus Mistshenko, 1979
  - Chorthippus kiyosawai Furukawa, 1950
  - Chorthippus kusnetzovi Bey-Bienko, 1949
  - Chorthippus latisulcus Zheng & He, 1995
  - Chorthippus leduensis Zheng & Xin, 1999
  - Chorthippus luminosus Mistshenko, 1951
  - Chorthippus maracandicus Mistshenko, 1979
  - Chorthippus markamensis Yin, 1984
  - Chorthippus mistshenkoi Avakyan, 1956
  - Chorthippus monilicornis Umnov, 1931
  - Chorthippus moreanus Willemse, Helversen & Odé, 2009
  - Chorthippus muktinathensis Balderson & Yin, 1987
  - Chorthippus nemus Liu, 1984
  - Chorthippus nepalensis Balderson & Yin, 1987
  - Chorthippus nevadensis Pascual, 1976
  - Chorthippus oreophilus Bey-Bienko, 1948
  - Chorthippus parnon Willemse, Helversen & Odé, 2009
  - Chorthippus pascuus Umnov, 1931
  - Chorthippus pavlovskii Mistshenko, 1951
  - Chorthippus peneri Fishelson, 1969
  - Chorthippus plotnikovi Umnov, 1931
  - Chorthippus qingzangensis Yin, 1984
  - Chorthippus robustus Mistshenko, 1979
  - Chorthippus rubensabdomenis Liu, 1981
  - Chorthippus ruficornus Zheng, 1988
  - Chorthippus rufipennis Jia & Liang, 1993
  - Chorthippus saitzevi Mistshenko, 1979
  - Chorthippus sanlanggothis Ingrisch & Garai, 2001
  - Chorthippus savalanicus Uvarov, 1933
  - Chorthippus saxatilis Bey-Bienko, 1948
  - Chorthippus separatanus Liu, 1981
  - Chorthippus shantariensis Mistshenko, 1951
  - Chorthippus shantungensis Chang, 1939
  - Chorthippus shennongjiaensis Zheng & Li, 2000
  - Chorthippus shumakovi Bey-Bienko, 1963
  - Chorthippus similis Umnov, 1930
  - Chorthippus songoricus Bey-Bienko, 1936
  - Chorthippus squamopennis Zheng, 1980
  - Chorthippus supranimbus Yamasaki, 1968
  - Chorthippus szijji Harz, 1982
  - Chorthippus tadzhicus Mistshenko, 1951
  - Chorthippus taibaiensis Zheng, Li & Wei, 2009
  - Chorthippus tianshanicus Umnov, 1930
  - Chorthippus tiantangensis Zhong & Zheng, 2004
  - Chorthippus transalajicus Mistshenko, 1979
  - Chorthippus turanicus Tarbinsky, 1925
  - Chorthippus vicinus Mistshenko, 1951
  - Chorthippus wenquanensis Wang & Zheng, 2012
  - Chorthippus wuyishanensis Zheng & Ma, 1999
  - Chorthippus wuyuerhensis Zheng, Zhang, Sun, Li & Xu, 2008
  - Chorthippus xiaoxinganlingensis Wang, 2007
  - Chorthippus xiningensis Zheng & Chen, 2001
  - Chorthippus xueshanensis Zheng & Mao, 1997
  - Chorthippus xunhuaensis Zheng & Xie, 2000
  - Chorthippus yajiangensis Zheng & Shi, 2007
  - Chorthippus yanmenguanensis Zheng & Shi, 1995
  - Chorthippus yulingensis Zheng & Tu, 1964
  - Chorthippus zaitzevi Mistshenko, 1979